# Вдовьи моряки
Вдо́вьи моряки́ (англ. Widow's man) — фиктивные (мёртвые) моряки в списках команд кораблей Королевского военного флота Великобритании во время XVIII и начала XIX веков.

## История
В Великобритании для того, чтобы финансово поддержать семьи погибших членов экипажа корабля, оставшиеся практически без средств к существованию, разрешалось выплачивать жалованье умерших моряков их вдовам, что было узаконено актом парламента в 1760 году.
При этом допустимое количество вдовьих моряков на корабле было пропорционально размеру судна. Существовало шесть категорий судов: в первой категории (корабль 1-го ранга) разрешалось иметь восемнадцать, а в шестой категории (корабль 6-го ранга) — три «мёртвых души». Существование такого рода социальной  гарантии служило стимулом для мужчин, чтобы поступить на службу в королевский военно-морской, а не торговый, флот. Военные моряки знали, что их жены будут обеспечены, даже если они погибнут. Эта норма была ликвидирована в 1823 году.
Интересно, что для офицеров Королевского военно-морского флота существовала своя система «вдовьих пенсий», установленная в 1732 году Благотворительным фондом для выплаты пенсий вдовам офицеров (англ. Charity for the payment of pensions to the widows of sea officers).